# Conor Cruise O'Brien
Conor Cruise O'Brien (n. 3 noiembrie 1917 – d. 18 decembrie 2008) este un om politic irlandez, membru al Parlamentului European în perioada 1973 din partea Irlandei. 
1. 1 2  Conor C. O'Brien, Munzinger Personen, accesat în 9 octombrie 2017
2. 1 2  Conor Cruise O'Brien, SNAC, accesat în 9 octombrie 2017
3. ↑  Katalog der Deutschen Nationalbibliothek, accesat în 16 septembrie 2024
4. ↑  Autoritatea BnF, accesat în 10 octombrie 2015